# Helsingborgs län

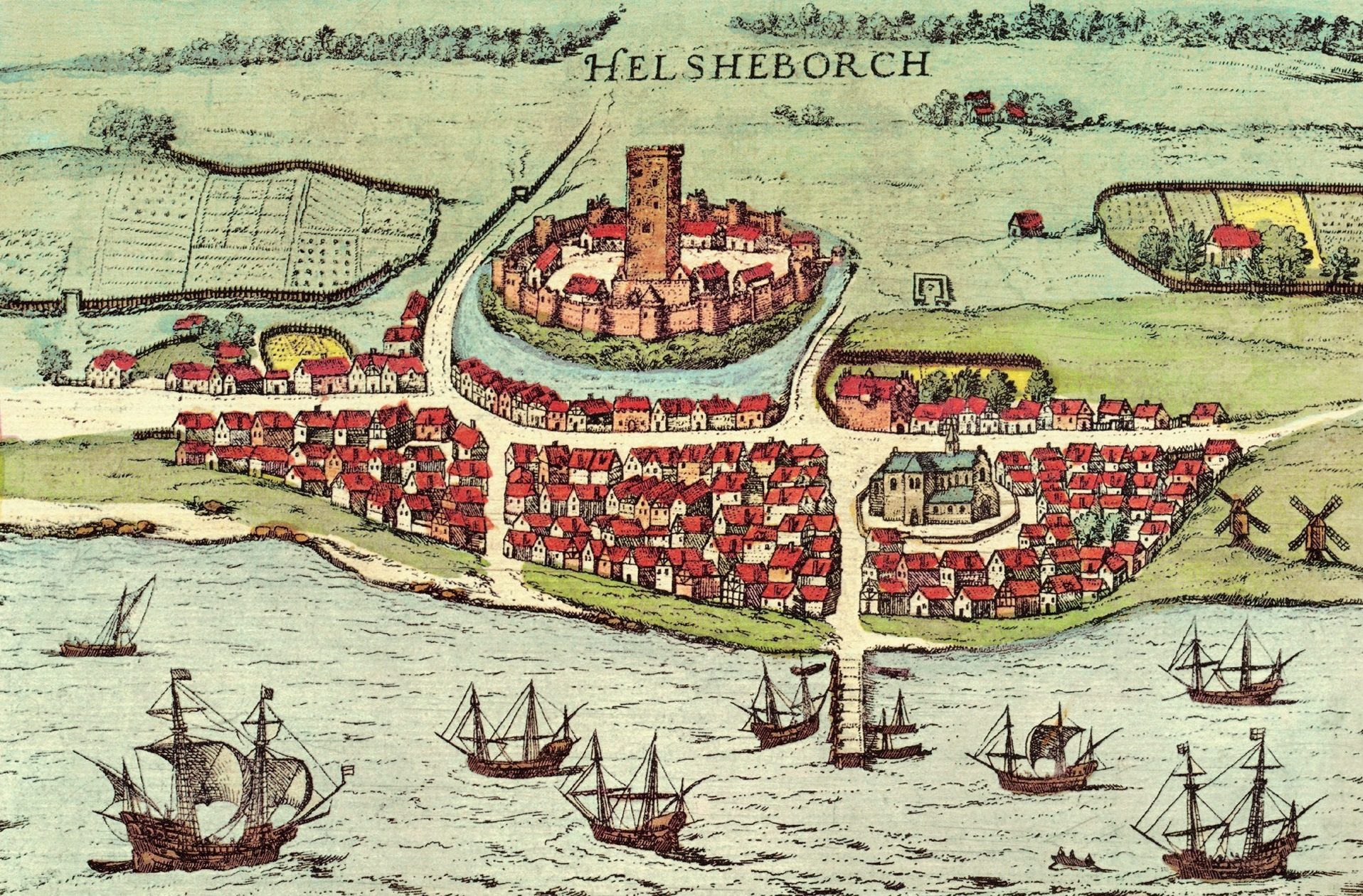
Helsingborg och slottet 1589. Kopparstick av Franz Hogenberg.

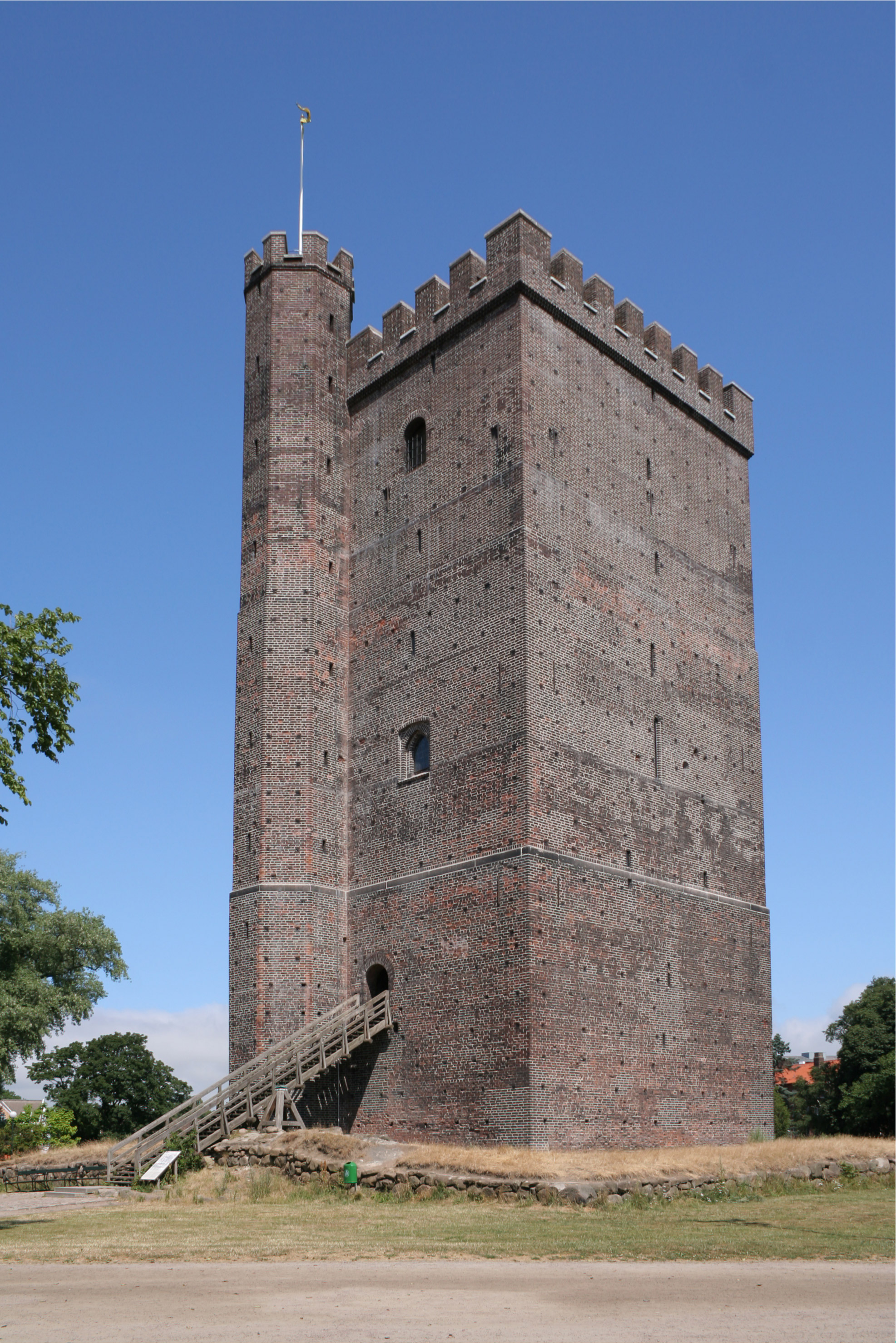
Försvarstornet Kärnan; den enda kvarvarande delen av Helsingborgs slott.

Helsingborgs län var ett slottslän i Skåne vars länsman bebodde Helsingborgs slott. Länet bildades på 1200-talet och hade sin största utbredning under 1400-talets slut och 1500-talets början, då dess yta täckte halva Skåne. Det upphörde 1669 då det uppgick i Malmöhus län.

## Historia
Länet bildades under 1200-talet då Danmark omorganiserades med en ny förvaltning där slottslänen ersatte de äldre kungsgårdarna. Första gången länet omnämns är i kung Valdemar Sejrs jordebok från 1231 och bestod i detta av staden Helsingborg tillsammans med tre härader: Luggude, Rönnebergs och Södra Åsbo. Under medeltiden ökade Helsingborgs slotts betydelse allt mer och slottet bygges på 1320-talet om och utvidgades av Erik Menved. Slottets ökande betydelse visar sig i att dess län växte sig allt större och 1329 omnämndes länet som "amt". Fredsavtalet mellan Valdemar Atterdag och Hansan år 1370, där den danska kungen avsäger sig slotten Helsingborg, Malmöhus, samt Skanör och Falsterbo på 15 år, visar att länet då omfattade Luggude, Rönnebergs, Södra Åsbo, Onsjö, Harjagers och Frosta härader. Länsmannen benämndes under den första tiden som kungens "ombudsman", men detta ändrades genom rikslagen 1396 till "fogde". Dock var länsmannen vid Helsingborgs slott en högre ämbetsman än övriga fogdar och denna benämndes därför "hövitsman". Förutom uppgiften att dra in skatter å kungens räkning var hövitsmannen även kommendant på slottet och ansvarade för försvaret av hela länet. Länets storlek blev därför en återspegling av slottets militära betydelse.
Vid slutet av 1400-talet hade länet vuxit ytterligare, och var då det största i Skåne och ett av de största i Danmark. År 1481 lades även Norra Åsbo och Torna härader till länet, medan Frosta härad utgick från detsamma. År 1486 omfattade länet även Göinge härad, som 1637 delades upp i två delar: Västra Göinge härad och Östra Göinge härad. Sin största utbredning fick länet i början av 1500-talet då det bestod av totalt nio härader: Luggude, Rönnebergs, Södra Åsbo, Onsjö, Harjagers, Norra Åsbo, Torna, Göinge samt Bjäre.
Under 1500-talet började Helsingborgs slotts betydelse minska i och med utbyggnaden av mer moderna fästningar genom Landskrona citadell, Halmstads slott och Malmöhus slott. Detta avspeglas också i länets utbredning och 1535 hade Torna och Onsjö härader brutits ut från Helsingborgs län. År 1547 bildades Landskrona län till vilket Harjagers och Rönneberga härader övergick. Länet kom dock att redan året efter åter läggas under Helsingborgs län fram till 1559. I och med bildandet av Kristianstads län 1616 överfördes sedan Göinge härad till detta. En mindre utökning av länet skedde dock 1654, då ön Ven överfördes från Kronborgs län till Helsingborgs län. Detta kom att få stor betydelse för öns vidare tillhörighet, då den svenska sidan i fredsförhandlingarna i Roskilde 1658 kunde hävda att ön var en del av Skåne och därför skulle tillfalla Sverige. Helsingborgs län upphörde slutligen år 1669 då det tillsammans med Landskrona län uppgick i Malmöhus län.

## Länets utbredning

Helsingborgs län 1231: Rönnebergs, Luggude och Södra Åsbo härader.
Helsingborgs län 1370: Frosta, Harjagers, Rönnebergs, Onsjö, Luggude, Norra Åsbo och Södra Åsbo härader.
Helsingborgs län 1486: Torna, Harjagers, Rönnebergs, Onsjö, Luggude, Norra Åsbo, Södra Åsbo och Göinge härader.
Helsingborgs län 1522: Torna, Harjagers, Rönnebergs, Onsjö, Luggude, Norra Åsbo, Södra Åsbo, Bjäre och Göinge härader.
Helsingborgs län 1535: Harjagers, Rönnebergs, Luggude, Norra Åsbo, Södra Åsbo, Bjäre och Göinge härader.
Helsingborgs län 1654: Luggude, Norra Åsbo, Södra Åsbo, och Bjäre härader, samt Ven.

## Länsherrar
- Peder Nielsen, från 1361
- Fikke Moltke och Hartvig Kale, till 1369
- Gregor Zwerting (rådman i Stralsund), 1370–1371
- Henning Podebusk (riksdrots), 1371–1378
- Gregor Zwerting och Nicolaus Segefrid (rådman i Stralsund), 1378–1381
- Peter Stromekendorp och Wulfhard Wulflam, 1381–1382
- Wulfhard Wulflam, 1382–1385
- Jakob Mus Drefeld (riddare), 1390–1394
- Stig Ågesen Thott (riddare), 1395
- Jens Bondesen Due (hovmästare), 1396
- Anders Jakobsen Lunge (riksråd), 1401–1403
- Peder Torkildsen Brahe, 1404
- Jens Rudbeck, 1411
- Axel Pedersen Thott (riksråd), 1414
- Jens Rudbeck, 1423
- Peder Oxe (riksråd), omkring 1435–1440
- Joachim Fleming, 1450
- Otte Knop, 1452
- Knud Truedsen Has (riksråd), 1465
- Johan Oxe (riksråd), 1468–1490
- Bent Torbernsen Bille (riksråd), 1490–1494
- Åge Andersen Thott (riksråd), 1500–1503
- Laurids Skinkel (riksråd), 1506–1509
- Tyge Krabbe (riksmarsk), 1509–1521
- Otto Krumpen (riksmarsk), 1521–1522
- Johan Weze (ärkebiskop), 1522–1523
- Mogens Falster Bielke (landsdomare), 1523
- Tyge Krabbe (riksmarsk), 1523–1537
- Peder Skram (riksråd), 1537–1555
- Jacob Brockenhuus (amiral), 1555–1563
- Bjørn Kaas (riksråd), 1563–1565
- Jørgen Marsvin (riksråd), 1565–1567
- Otte Thygesen Brahe (riksråd), 1565–1571
- Oluf Mouritsen Krognos (riksråd), 1571–1573
- Corfitz Tønnesen Viffert (riksråd), 1573–1576
- Hans Skovgaard (riksråd), 1576–1580
- Arild Urup, 1580–1587
- Gert Rantzau (ståthållare), 1587/1588
- Steen Brahe (riksråd), 1588–1592
- Christoffer Valkendorf (rikshovmästare), 1592–1595
- Axel Ottesen Brahe (riksråd), 1595–1602
- Eske Bille Jørgensen, 1602–1610
- Anders Steensen Bille (riksråd), 1610–1629
- Christen Thomesen Sehested (kansler), 1629
- Christoffer Ulfeldt (riksråd), 1629–1649
- Bjørn Ulfeldt, 1649–1650
- Ove Gjedde (riksamiral), 1650–1658
- Peder Persson Hammarskiöld 1661-1667